# The Farewell - Una bugia buona
The Farewell - Una bugia buona (The Farewell) è un film del 2019 scritto e diretto da Lulu Wang.

## Trama
Billi, una giovane newyorkese con aspirazioni artistiche, scopre dalla sua larga famiglia cinese che all'anziana nonna Nai Nai è stato diagnosticato un tumore incurabile in fase molto avanzata: tornati in Cina a farle visita, tutti i parenti decidono di comune accordo di tenerle nascosta la verità per farle vivere amorevolmente quei pochi mesi che le rimangono. Tuttavia, più trascorre del tempo con Nai Nai, più Billi si ritrova a dubitare di quanto quel che stanno facendo sia giusto.

## Produzione
La vicenda su cui si basa il film era già stata raccontata da Wang nel 2016 nel racconto breve What You Don't Know, letto durante una puntata del programma radiofonico This American Life. La regista ha dichiarato di essersi ispirata in parte ad avvenimenti specifici della propria vita come l'aggravarsi della malattia di sua nonna, e in parte alle sue esperienze di tutti i giorni come immigrata cinese negli Stati Uniti. Lo stesso anno, il produttore Chris Weitz le ha offerto di dirigere un film basato sul suo racconto, con il supporto dell'iniziativa FilmTwo promossa dal Sundance Institute per aiutare i registi esordienti a realizzare i loro secondi lungometraggi.
Il film ha avuto un budget di 3 milioni di dollari. Le riprese si sono tenute per 24 giorni a Changchun, in Cina, nel giugno del 2018. Delle scene sono state girate anche nello stato di New York. La direttrice della fotografia Anna Franquesa Solano ha citato come sue fonti d'ispirazione per la pellicola Forza maggiore di Ruben Östlund e Aruitemo aruitemo di Hirokazu Kore'eda.

## Distribuzione
Il film è stato presentato in anteprima al Sundance Film Festival 2019 il 25 gennaio. Lo stesso mese, A24 ne ha acquisito i diritti di distribuzione internazionali per 7 milioni di dollari, superando Netflix, Amazon Studios e Fox Searchlight Pictures nella trattativa. A24 ha poi distribuito il film nelle sale cinematografiche statunitensi a partire dal 12 luglio dello stesso anno.
In Italia è stato distribuito a partire dal 24 dicembre 2019 da BiM Distribuzione.

## Accoglienza

### Incassi
In Italia il film ha incassato 505000 € di cui 168 000 nel primo fine settimana.

### Critica
L'aggregatore di recensioni online Rotten Tomatoes ha assegnato al film una percentuale pari al 97% di gradimento sulla base di 349 recensioni, con una media di 8.5 su 10. Metacritic ha attribuito al film il punteggio di 89 su 100 a fronte di 47 recensioni professionali.

## Riconoscimenti
- 2020 - Golden Globe[12][13]
  - Miglior attrice in un film commedia o musicale a Awkwafina
  - Candidatura per il miglior film in lingua straniera
- 2020 - Premi BAFTA[14]
  - Candidatura per il miglior film in lingua straniera
- 2019 - Chicago Film Critics Association Awards[15][16]
  - Premio Milos Stehlik per la miglior regista rivelazione a Lulu Wang
  - Candidatura per la miglior attrice a Awkwafina
  - Candidatura per la miglior attrice non protagonista a Zhao Shuzhen
  - Candidatura per la miglior sceneggiatura originale a Lulu Wang
- 2019 - Gotham Independent Film Awards[17][18]
  - Miglior attrice a Awkwafina
  - Candidatura per il miglior film
  - Candidatura per la miglior sceneggiatura a Lulu Wang
- 2019 - National Board of Review Awards[19]
  - Migliori dieci film indipendenti dell'anno
- 2019 - San Diego Film Critics Society Awards[20][21]
  - Miglior attrice non protagonista a Zhao Shuzhen
  - Candidatura per la miglior attrice ad Awkwafina
  - Candidatura per il miglior film in lingua straniera
- 2019 - Satellite Award[22][23]
  - Miglior attrice in un film commedia o musicale a Awkwafina
  - Candidatura per il miglior film commedia o musicale
  - Candidatura per la miglior attrice non protagonista a Zhao Shuzhen
  - Candidatura per la migliore sceneggiatura originale a Lulu Wang
- 2020 - Critics' Choice Awards[24]
  - Candidatura per la miglior attrice a Awkwafina
  - Candidatura per la miglior attrice non protagonista a Zhao Shuzhen
  - Candidatura per la miglior sceneggiatura originale a Lulu Wang
  - Candidatura per il miglior film commedia
- 2020 - Independent Spirit Awards[25]
  - Miglior film
  - Miglior attrice non protagonista a Zhao Shuzhen